# Andy Diggle
Andy Diggle, né le 9 janvier 1954 à Londres, est un auteur de bande dessinée britannique et l'ancien rédacteur en chef de 2000 AD.
Il est surtout connu pour son travail sur The Losers, Swamp Thing, Hellblazer, Adam Strange et Silent Dragon chez DC Comics et pour son run sur lesThunderbolts et Daredevil après son passage chez Marvel.
En 2013, Andy Diggle quitte l'écriture du titre Action Comics chez DC et commence à travailler chez Dynamite Entertainment, à l'écriture de la série policière et paranormale, Uncanny. Il travaille également sur une autre série policière avec son épouse, intitulée Control et dont l'édition commence en 2014.
Il est l'homonyme du personnage présent dans la série Arrow, Andrew Diggle.

## Biographie
Andy Diggle est né et a grandi à Londres, en Angleterre.

### Carrière
Andy Diggle a repris l'édition de 2000 AD et de Judge Dredd Megazine dans le courant de l'année 2000. Il a été crédité, en tant qu'éditeur, comme étant le fer de lance du retour aux valeurs de la vieille école de 2000 AD. Pendant qu'il travaille sur 2000 AD, il a écrit un certain nombre d'histoires, y compris le spin-off de Juge Dredd, Lenny Zero avec Jock, avec qui il continuera à collaborer après son départ chez les comics américains. En 2001, il a remporté le Prix Eagle.
En 2003, Diggle et Jock ont créé la série gagnante d'un Prix Eagle The Losers, et sont nommés au Prix Eisner. The Losers est adaptée en film en 2007 (réalisé par Sylvain White).
Andy Diggle a passé cinq ans, sous contrat exclusif pour DC Comics, pour lequel il a écrit Lady Constantine, Batman Confidential, Green Arrow: Year One (de nouveau avec Jock), Adam Strange: Planet Heist et Hellblazer.
Il écrit également la préquelle, sous le format webcomic, du jeux vidéo Bionic Commando, après avoir été engagé par Capcom pour le script d'un niveau du jeu durant son développement.

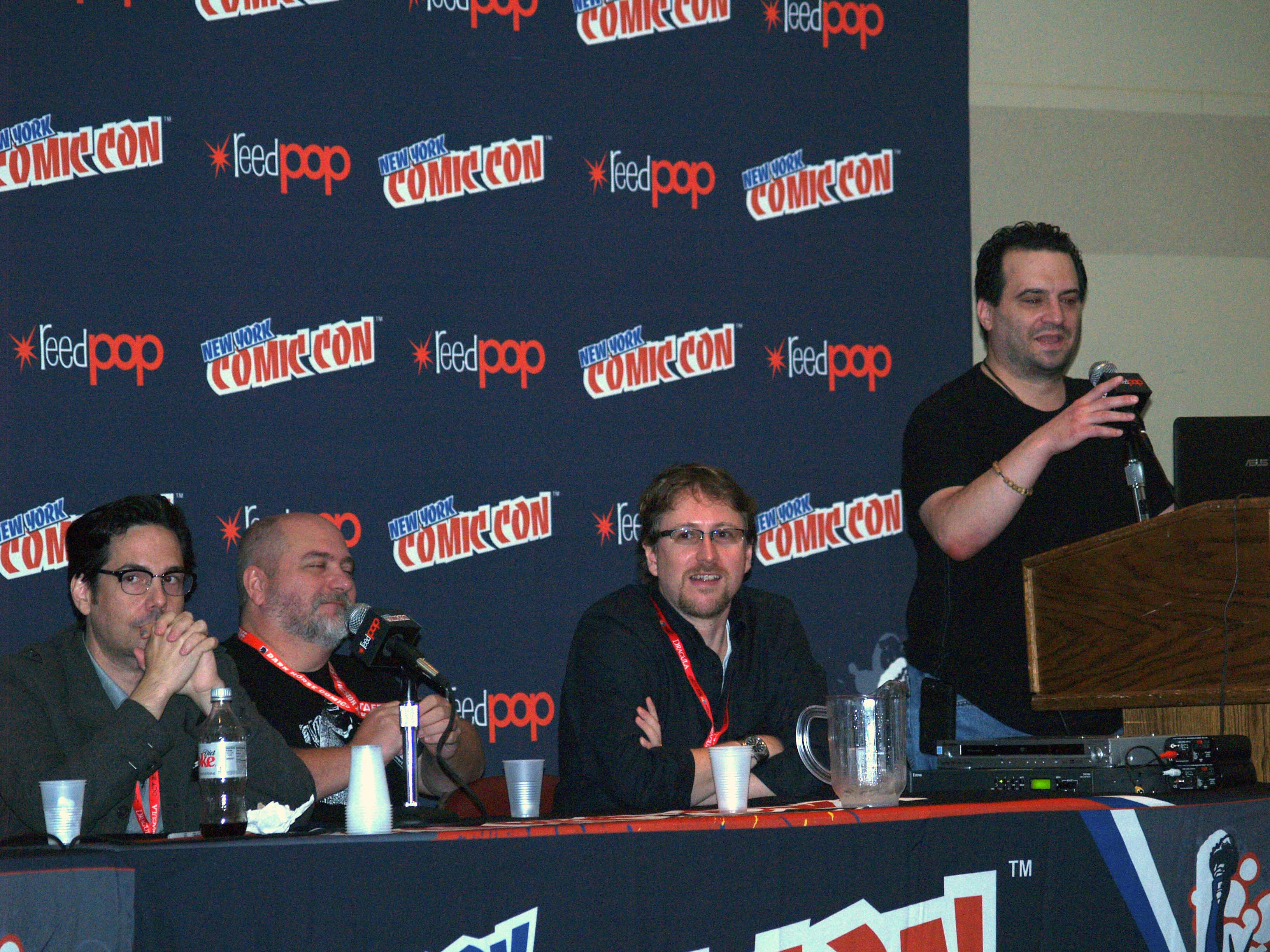
Diggle, troisième à partir de la gauche, lors d'un panel de Dynamite Entertainment à la New York Comic Con de 2013. À gauche de Diggle se trouve Dennis Calero et Matt Wagner.

En 2008, Andy Diggle est choisi comme le nouveau scénariste des Thunderbolts, son premier travail chez Marvel Comics depuis son one-shot sur Punisher. Ce changement dans les Thunderbolts fait partie de l'histoire se déroulant après Secret Invasion, Dark Reign, pour qui Diggle a également écrit une mini-série dérivée et Dark Reign: Hawkeye.
Andy Diggle a signé un accord d'exclusivité avec Marvel au début de 2009, et reprend l'écriture de Daredevil après le départ d'Ed Brubaker dans le numéro #500, écrit Dark Reign: The List - Daredevil et le scénario de la série principale de Daredevil, Shadowland. Il fut par la suite annoncé comme scénariste principal, accompagné de l'artiste Tony Daniel, sur Action Comics (volume 2) #19 en Mai 2013, à la suite du départ du scénariste Grant Morrison. Cependant, Diggle quitte le titre avec un seul numéro terminé (il sera le co-scénariste des numéros #20-21). C'est Tony Daniel qui reprend le script et les dessins pour les deux numéros suivants et qui complète l'histoire en trois parties de l'arc Hybrid.
En 2013, Andy Diggle a commencé à écrire un comics sur le crime et le paranormal intitulé Uncanny pour Dynamite Entertainment. En octobre 2013, lui et sa femme ont annoncé qu'ils allaient écrire une deuxième série, Control.

## Publications

### En tant que scénariste

#### Rebellion
- Judge Dredd Megazine
  - Mega-City Undercover (tpb, 160 pages, 2008,  (ISBN 1-905437-52-8)) :
    - Lenny Zero (avec Jock, dans vol. 3 #68, 2000)
    - Dead Zero (avec Jock, dans vol. 4 #1-2, 2001)
    - Wipeout (avec Jock, dans vol. 4 #14-15, 2002)
- 2000 AD
  - Judge Dredd vs. Aliens: Incubus (avec John Wagner et Henry Flint, dans Prog 2003 et #1322-1335, 2003)
  - Snow/Tiger : Pax Americana (avec Andy Clarke, #1336-1342, 2003)
  - Tharg's Future Shocks : Red Moon (avec Kev Walker, #1398, 2004)

#### Vertigo
- Hellblazer
  - Lady Constantine #1-4 (avec Goran Sudžuka, 2003)
  - Hellblazer (avec Leonardo Manco, Danijel Zezelj et Giuseppe Camuncoli, 2007-2008)
    - Joyride (#230-237, tpb, 192 pages, 2008,  (ISBN 1-4012-1651-X))
    - The Laughing Magician (#238-242, tpb, 128 pages, 2008,  (ISBN 1-4012-1853-9))
    - Roots of Coincidence (#243-244 et 247-249, tpb, 128 pages, 2009,  (ISBN 1-4012-2251-X))
- The Losers
  - Ante Up (tpb, 160 pages, 2004,  (ISBN 1-4012-0198-9))
    - Dead Man's Hand (avec Jock, #1, 2003)
    - Goliath (avec Jock, #2-6, 2003-2004)

  - Double Down (tpb, 144 pages, 2004,  (ISBN 1-4012-0348-5))
    - Downtime (avec Shawn C. Martinbrough, #7-8, 2004)
    - Island Life (avec Jock, #9-12, 2004)

  - Trifecta (tpb, 168 pages, 2005,  (ISBN 1-4012-0489-9))
    - Sheikdown (avec Nick Dragotta, #13-14, 2004)
    - Blowback (avec Alé Garza, #15, 2004)
    - The Pass (avec Jock, #16-19, 2004-2005)

  - Close Quarters (tpb, 144 pages, 2006,  (ISBN 1-4012-0719-7))
    - London Calling (avec Ben Oliver, #20-22, 2005)
    - Anti-Heist (avec Jock, #23-25, 2005)

  - Endgame (tpb, 166 pages, 2006,  (ISBN 1-4012-1004-X)) :
    - UnAmerica (avec Colin Wilson, #26-28, 2005)
    - Endgame (avec Jock, #29-32, 2005-2006)
- Swamp Thing #1-6 (avec Enrique Breccia, 2004)
- Vertigo Crime: Rat Catcher (avec Victor Ibáñez, graphic novel, hc, 192 pages, 2010,  (ISBN 1-4012-1158-5))

#### DC Comics
- Action Comics vol.2 - #19-21 (scénariste pour #19 ; co-scénariste pour le #20 et le #21)
- Adam Strange #1-8 (avec Pasqual Ferry, 2004-2005)
- Batman Confidential #1-6 (avec Whilce Portacio, 2006-2007)
- Green Arrow: Year One #1-6 (avec Jock, 2007)

#### Marvel Comics
- The Punisher: Silent Night (avec Kyle Hotz, one-shot, 2006)
- Thunderbolts (avec Roberto de la Torre, Bong Dazo, Miguel Sepulveda and Pop Mhan, 2009)
  - Burning Down the House (#126-129 et 132, hc, 112 pages, 2009,  (ISBN 0-7851-3152-3); tpb, 2009,  (ISBN 0-7851-3166-3))
  - Dark Reign: Deadpool/Thunderbolts (#130-131, tpb, 96 pages, 2009,  (ISBN 0-7851-4090-5))
  - Widowmaker (#133-136, hc, 120 pages, 2009,  (ISBN 0-7851-4006-9); tpb, 2010,  (ISBN 0-7851-4091-3))
- Dark Reign: Hawkeye #1-5 (avec Tom Raney, 2009-2010)
- Daredevil
  - Daredevil (avec Roberto de la Torre, Billy Tan, Antony Johnston et Marco Checchetto, 2009-2010)
    - The Devil's Hand (#501-507 et le one-shot Dark Reign: The List, tpb, 200 pages, 2010,  (ISBN 0-7851-4113-8))
    - Shadowland: Daredevil (#508-512, hc, 144 pages, 2011,  (ISBN 0-7851-4990-2); tpb, 2011,  (ISBN 0-7851-4522-2))

  - Shadowland #1-5 (avec Billy Tan, 2010-2011)
  - Daredevil: Reborn #1-4 (avec Davide Gianfelice, 2011)
- Six Guns #1-5 (avec Davide Gianfelice, 2012)

#### Autres éditeurs
- Star Wars Tales #18: Payback (avec Henry Flint, Dark Horse, 2003)
- Silent Dragon #1-6 (avec Leinil Francis Yu, Wildstorm, 2005)
- Gamekeeper #1-5 (avec Guy Ritchie et Mukesh Singh, Virgin, 2007)
- Bionic Commando: Chain of Command (avec Colin Wilson, one-shot, Capcom, 2009)
- Thought Bubble Anthology : November in the North of England... (avec D'Israeli, one-shot, Image, 2011)
- The Expanse: Dragon Tooth #1-12 (Avec Rubine, Boom! Studios, 2023-2024)